# Koninklijke Atletiek Associatie Gent
Il Koninklijke Atletiek Associatie Gent (neerl. Reale Associazione Atletica Gent, fr. KAA La Gantoise), meglio noto come KAA Gent o più semplicemente Gent, è una società polisportiva belga con sede nella città di Gand (in olandese Gent), comprendente una sezione calcistica, una hockeistica e una di atletica leggera.
Dalla stagione 1989-1990 la squadra di calcio milita nella Jupiler Pro League, la massima divisione del campionato belga, che ha vinto una volta, nel 2014-2015, oltre a quattro successi in Coppa del Belgio e a un successo in Supercoppa del Belgio. Disputa le partite casalinghe alla Ghelamco Arena di Gand, impianto da 20 000 posti inaugurato nel 2013; in precedenza era di scena allo Jules Ottenstadion, impianto aperto nel 1920 e demolito nel 2013. I colori sociali sono il blu e il bianco.
Le squadre di hockey su prato e atletica furono fondate nel 1864 e in questi ambiti il K.A.A. Gent risulta dunque uno dei sodalizi più antichi del Belgio. All'epoca il club era noto come La Gantoise, secondo la dizione francese, mentre il passaggio ufficiale alla dizione fiamminga risale al 1971. La compagine è soprannominata de buffalo's ("i bisonti"), soprannome risalente alla visita di Buffalo Bill e del suo Wild West Show alla squadra nei primi anni del XX secolo.
Dal 1913 al 1929 la squadra visse un primo quindicennio in massima serie, per poi tornarvi nel 1936 e rimanervi sino al 1967. Negli anni '70 e '80 del XX secolo visse molte promozioni in prima serie e retrocessioni in seconda serie, prima di stabilizzarsi in massima divisione nel 1989. A livello internazionale ha raggiunto i quarti di finale di Coppa UEFA nel 1991-1992, miglior risultato del club in una competizione europea.

## Storia
Le divisioni di hockey e atletica furono fondate nel 1864 da Hector Priem e Auguste Van de Kerckhove; in tal modo il K.A.A. Gent è una delle società sportive più antiche del Belgio. All'inizio il club era conosciuto con il suo nome francese, La Gantoise, mentre dal 1914 fu adoperata la dizione francese con riferimento ai reali del Belgio, Association Royale Athlétique La Gantoise. Quasi 60 anni dopo, nel 1971, il nome ufficiale del club divenne Koninklijke Athletiek Associatie, più semplicemente K.A.A.. Il passaggio di nome a quello attuale Koninklijke Atletiek Associatie Gent (in fiammingo) avvenne nel 1971.
All'inizio degli anni '50 l'ARA La Gantoise divenne una squadra autorevole nel panorama calcistico belga, sotto la gestione degli allenatori francesi Jules Vandooren ed Edmond Delfour e la presidenza di Achile Delongie. Nella stagione 1953-1954 chiusero il campionato al secondo posto, a un solo punto dal Anderlecht. In questo periodo, dato che la Coppa dei Campioni non era ancora stata ideata, la squadra fu impegnata in una serie di prestigiose amichevoli internazionali con squadre molto importanti, tra cui il Real Madrid e il Santos di Pelé, e lo stadio di casa faceva spesso registrare il tutto esaurito. Tra i migliori calciatori dell'ARA La Gantoise figuravano Armand Seghers, Firmin De Coster, Hilaire Schoonjans, Norbert Delmulle, Roland Storme, Norbert Van Huffel, Éric Lambert, Maurice Willems, André Van Herpe, Léon Mokuna e Richard Orlans.
Con l'istituzione, nel 1960, della Coppa delle Coppe, nel 1960, la Federazione calcistica del Belgio rilanciò la coppa nazionale, che non aveva mai suscitato un grande interesse da parte dei club. Nel 1963-1964 l'ARA La Gantoise si aggiudicò la coppa nazionale e divenne dunque il primo club belga a competere in Coppa delle Coppe.
Nel 1971 il nome del club fu tradotto in fiammingo e divenne Koninklijke Atletiek Associatie Gent. Nel 1970-1971 il club retrocesse in seconda divisione a sei giornate dalla fine del campionato, dopo la sconfitta contro il Club Bruges. Nel 1974 cadde in terza divisione piazzandosi ultima in serie cadetta, ma il ritorno in seconda divisione fu immediato. Per ritrovare la massima serie fu necessario attendere fino al 1980.
Gli anni '80 videro il Gent ottenere alcune vittorie di prestigio: nel 1983-1984 la squadra si aggiudicò la Coppa del Belgio e nel corso del decennio partecipò in tre occasioni alle coppe europee. Nel 1986-1987, infatti, raggiunse il terzo turno di Coppa UEFA. Nel 1988, però, il Gent retrocesse nuovamente in seconda divisione, da cui si risollevò riottenendo subito la promozione in massima serie tramite i play-off.
Nel 1990-1991 il Gent allenato da René Vandereycken e guidato in campo da calciatori quali Frank Dauwen, Eric Viscaal ed Erwin Vandenbergh, fu a lungo una contendente per il titolo belga, ma chiuse il campionato al terzo posto, accedendo comunque alla Coppa UEFA. Nell'edizione 1991-1992 superò tre turni e fu eliminata ai quarti di finale dall'Ajax poi vincitore del trofeo. Gli anni seguenti furono negativi, con la squadra che dal 1994 al 1997 evitò per un soffio la retrocessione, ma dalla fine degli anni '90 i risultati migliorarono. Sotto la guida dell'allenatore norvegese Trond Sollied, il Gent si qualificò alla Coppa UEFA per la stagione 2000-2001: dopo aver superato un turno, la squadra belga, allenata da Henk Houwaart, fu eliminata dall'Ajax, vittorioso nettamente in ambo le sfide. Nella Coppa Intertoto 2001 il Gent raggiunse poi le semifinali, dove uscì contro il Paris Saint-Germain. Gli anni a venire furono altalenanti e videro piazzamenti in zone di medio-bassa classifica o tra le prime quattro del campionato belga.
Nel 2004 il Gent ingaggiò l'allenatore Georges Leekens, che nell'annata d'esordio ottenne il sesto posto. Il 1º aprile 2006 la squadra riuscì a battere per 4-1 il Club Bruges. Nel 2006-2007, malgrado un brutto inizio di campionato, la squadra concluse quarta in Pro League, piazzamento ripetuto la stagione dopo. Leekens lasciò la panchina al rientrante Trond Sollied, che nel 2007-2008 condusse i suoi alla finale della Coppa del Belgio, persa per 3-2 contro l'Anderlecht. Sollied lasciò il club nuovamente dopo una sola stagione e fu sostituito da Michel Preud'homme, reduce dalla vittoria del titolo con lo Standard Liegi. nel 2008-2009, dopo un'ottima seconda parte di stagione, la squadra chiuse al quarto post, a pari punti con il Club Bruges terzo.
Nel 2009-2010 la squadra battagliò a lungo con il and Club Bruges per il secondo posto in Pro League, valido per la qualificazione alla UEFA Champions League, e la spuntò vincendo per 6-2 lo scontro diretto dell'8 maggio 2010. Una settimana dopo la squadra di Gand vinse anche la Coppa del Belgio per la prima volta dopo 26 anni, battendo per 2-0 in finale il Cercle Bruges. Nell'estate del 2010 perse la Supercoppa del Belgio contro l'Anderlecht (1-0).
Il 17 luglio 2013 fu inaugurato il nuovo stadio del club, la Ghelamco Arena.
La squadra di calcio vinse per la prima volta il campionato belga di massima serie nella stagione 2014-2015 sotto la guida dell'allenatore Hein Vanhaezebrouck, battendo per 2-0 in casa lo Standard Liegi nella partita decisiva. Nella stagione 2015-2016, iniziata con la vittoria della prima Supercoppa del Belgio nella storia del club (1-0 contro il Club Bruges), il Gent partecipò per la prima volta ad una competizione europea, la UEFA Champions League, facendo dunque l'esordio nella fase a gruppi della massima competizione europea di calcio. Qui superò la fase a gironi raggiungendo gli ottavi di finale, terza belga a riuscire nell'impresa, sedici anni dopo l'Anderlecht. L'eliminazione giunse per mano dei tedeschi del Wolfsburg. In Coppa del Belgio 2021-2022 sconfigge in semifinale il Club Brugge (0-1 all'andata e 3-0 al ritorno) e vince in finale contro l'Anderlecht 4-3 ai calci di rigore, dopo che i tempi supplementari erano finiti 0-0. La squadra vince così la quarta coppa nazionale della sua storia.

## Strutture

### Stadio
Il Gent gioca le proprie partite casalinghe allo stadio Ghelamco Arena, impianto dalla capienza di 20 000 posti a sedere inaugurato nel 2013. La prima partita in questo stadio si giocò tra Gent e Stoccarda e si concluse con il risultato finale di 2-0 per i padroni di casa, con gol di Ervin Zukanović e Renato Neto. In precedenza il Gent ha giocato, dal 1920 al 2013, al Jules Ottenstadion.

## Palmarès

### Competizioni nazionali
- Campionato belga: 1

2014-2015
- Coppa del Belgio: 4

1963-1964, 1983-1984, 2009-2010, 2021-2022
- Supercoppa del Belgio: 1

2015
- Tweede klasse: 4

1912-1913, 1935-1936, 1967-1968, 1979-1980

## Organico

### Rosa 2025-2026
Aggiornata al 12 luglio 2025.
| N. |                               | Ruolo | Calciatore       |
| -- | ----------------------------- | ----- | ---------------- |
| 1  | Francia (bandiera)            | P     | Paul Nardi       |
| 2  | Camerun (bandiera)            | D     | Samuel Kotto     |
| 6  | Israele (bandiera)            | C     | Omri Gandelman   |
| 7  | Ungheria (bandiera)           | C     | Zalán Vancsa     |
| 8  | Belgio (bandiera)             | C     | Pieter Gerkens   |
| 9  | Islanda (bandiera)            | A     | Andri Guðjohnsen |
| 10 | Paesi Bassi (bandiera)        | C     | Aimé Omgba       |
| 11 | Svezia (bandiera)             | C     | Momodou Sonko    |
| 12 | Rep. Centrafricana (bandiera) | D     | Hugo Gambor      |
| 13 | Serbia (bandiera)             | D     | Stefan Mitrović  |
| 15 | Giappone (bandiera)           | C     | Atsuki Itō       |
| 16 | Belgio (bandiera)             | C     | Mathias Delorge  |
| 17 | Danimarca (bandiera)          | C     | Andrew Hjulsager |

| N. |                        | Ruolo | Calciatore           |
| -- | ---------------------- | ----- | -------------------- |
| 18 | Belgio (bandiera)      | C     | Matisse Samoise      |
| 19 | Svizzera (bandiera)    | C     | Franck Surdez        |
| 20 | Portogallo (bandiera)  | D     | Tiago Araújo         |
| 21 | Inghilterra (bandiera) | A     | Max Dean             |
| 22 | Senegal (bandiera)     | D     | Noah Fadiga          |
| 23 | Nigeria (bandiera)     | D     | Jordan Torunarigha   |
| 24 | Belgio (bandiera)      | C     | Sven Kums            |
| 25 | Angola (bandiera)      | D     | Núrio Fortuna        |
| 26 | Belgio (bandiera)      | P     | Louis Fortin         |
| 27 | Belgio (bandiera)      | C     | Tibe De Vlieger      |
| 29 | Capo Verde (bandiera)  | C     | Hélio Varela         |
| 30 | Belgio (bandiera)      | P     | Célestin De Schrevel |
| 32 | Belgio (bandiera)      | A     | Dante Vanzeir        |
| 33 | Belgio (bandiera)      | P     | Davy Roef            |

### Staff tecnico
- Allenatore:  Ivan Leko
- Vice allenatore:  Timothy Derijck,  Nicolas Still
- Collaboratore tecnico:  Gunther Schepens
- Preparatore atletico:  Glenn Vanryckeghem
- Medico sociale:  Dr. Wouter Sabbe,  Dr. Bart Thomas
- Fisioterapista:  Matti Mortier,  Frank Wezenbeek

### Rose delle stagioni passate
- 2010-2011
- 2016-2017